# Lista över mixed dubbel-segrare i Franska öppna
Pris för mixed dubbel-segrare i Franska öppna mästerskapen i tennis delas ut till det vinnande paret (en kvinna och en man) i mixed dubbel-tävlingen. Tävlingen arrangeras som en av flera deltävlingar på årlig basis.

## Historik
Pris i mixed dubbel-tävlingen har delats ut sedan 1925 – alternativt 1902 om man räknar med de tidiga åren då turneringen endast var ett nationellt franskt mästerskap. Åren 1915–1919 arrangerades ingen tävling på grund av första världskriget.
Tävlingen har sedan dess arrangerats alla år utom 1940–1945, då andra världskriget förhindrade turneringens genomförande. De arrangemang som trots allt genomfördes 1941–1945 räknas numera inte som officiella, eftersom endast vissa länders deltagare kunnat delta. 1968, året som inledde den Öppna eran i tennisvärlden, är tävlingen öppen både för amatörer och professionella spelare.
Flest vinnande spelare har – i tur och ordning – kommit från Frankrike, USA, Australien, Sydafrika och Storbritannien.
Sedan 1990 delas Coupe Marcel-Bernard ut till vinnaren av mixed dubbel-tävlingen. Den är en avlång pokal, med ingraverade friser runtom och med två handtag. Trofén framställdes som en hyllning till Marcel Bernard, segraren i herrtävlingen 1946. Bernard valdes 1968 till ordförande i Franska Tennisförbundet, en roll han behöll fram till 1973.

## Lista
Nedan listas alla finalister och finalresultat sedan 1925, det första året med utländskt deltagande i tävlingen.

### Franska (nationella) tennismästerskapen
| År   | Segrare                                             | Förlorande finalister                               | Finalresultat                                       |
| ---- | --------------------------------------------------- | --------------------------------------------------- | --------------------------------------------------- |
| 1902 | Helene Prevost & Réginald Forbes †                  | Adine Masson & W. Masson                            |                                                     |
| 1903 | Helene Prevost & Réginald Forbes †                  |                                                     |                                                     |
| 1904 | Kate Gillou & Max Decugis †                         |                                                     |                                                     |
| 1905 | Yvonne de Pfoeffel & Max Decugis †                  |                                                     |                                                     |
| 1906 | Yvonne de Pfoeffel & Max Decugis †                  |                                                     |                                                     |
| 1907 | A. Pean & Robert Wallet †                           |                                                     |                                                     |
| 1908 | Kate Gillou & Max Decugis †                         |                                                     |                                                     |
| 1909 | Jeanne Matthey & Max Decugis †                      |                                                     |                                                     |
| 1910 | M. Meny & M. Meny†                                  |                                                     |                                                     |
| 1911 | Marguerite Broquedis & Andre Gobert †               | M. Meny & M. Meny                                   | 6–4, 6–3                                            |
| 1912 | Daisy Speranza & William Laurentz†                  |                                                     |                                                     |
| 1913 | Daisy Speranza & William Laurentz †                 |                                                     |                                                     |
| 1914 | Suzanne Lenglen & Max Decugis †                     |                                                     |                                                     |
| 1915 | Ingen tävling på (på grund av första världskriget). | Ingen tävling på (på grund av första världskriget). | Ingen tävling på (på grund av första världskriget). |
| 1916 | Ingen tävling på (på grund av första världskriget). | Ingen tävling på (på grund av första världskriget). | Ingen tävling på (på grund av första världskriget). |
| 1917 | Ingen tävling på (på grund av första världskriget). | Ingen tävling på (på grund av första världskriget). | Ingen tävling på (på grund av första världskriget). |
| 1918 | Ingen tävling på (på grund av första världskriget). | Ingen tävling på (på grund av första världskriget). | Ingen tävling på (på grund av första världskriget). |
| 1919 | Ingen tävling på (på grund av första världskriget). | Ingen tävling på (på grund av första världskriget). | Ingen tävling på (på grund av första världskriget). |
| 1920 | Suzanne Lenglen & Max Decugis †                     | Marie Conquet & Marcel Dupont                       | 6–0, 6–3                                            |
| 1921 | Suzanne Lenglen & Jacques Brugnon †                 | Marguerite Billout & Max Decugis                    | 6–4, 6–1                                            |
| 1922 | Suzanne Lenglen & Jacques Brugnon †                 | Germaine Golding & Jean Borotra                     | 6–0, 6–0                                            |
| 1923 | Suzanne Lenglen & Jacques Brugnon †                 | Yvonne Bourgeois & Henri Cochet                     | 6–1, 7–5                                            |
| 1924 | Marguerite Broquedis & Jean Borotra †               |                                                     |                                                     |

### Franska tennismästerskapen
| År   | Mästare                                         | Finalmotståndare                                | Resultat                                        |
| ---- | ----------------------------------------------- | ----------------------------------------------- | ----------------------------------------------- |
| 1925 | Suzanne Lenglen & Jacques Brugnon               | Julie Vlasto & Henri Cochet                     | 6-2, 6-2                                        |
| 1926 | Suzanne Lenglen & Jacques Brugnon               | Suzanne LeBesnerais & Jean Borotra              | 6-4, 6-3                                        |
| 1927 | Marguerite Broquedis & Jean Borotra             | Lili de Alvarez & Bill Tilden                   | 6-4, 2-6, 6-2                                   |
| 1928 | Eileen Bennett Whittingstall & Henri Cochet     | Helen Wills Moody & Francis Hunter              | 3-6, 6-3, 6-3                                   |
| 1929 | Eileen Bennett Whittingstall & Henri Cochet     | Helen Wills Moody & Francis Hunter              | 6-3, 6-2                                        |
| 1930 | Cilly Aussem & Bill Tilden                      | Eileen Bennett Whittingstall & Henri Cochet     | 6-4, 6-4                                        |
| 1931 | Betty Nuthall & Pat Spence                      | Dorothy Shepherd Barron & Henry Austin          | 6-3, 5-7, 6-3                                   |
| 1932 | Betty Nuthall & Fred Perry                      | Helen Wills Moody & Sidney Wood                 | 6-4, 6-2                                        |
| 1933 | Margaret Scriven Vivian & Jack Crawford         | Betty Nuthall Shoemaker & Fred Perry            | 6-2, 6-3                                        |
| 1934 | Colette Rosambert & Jean Borotra                | Elizabeth Ryan & Adrian Quist                   | 6-2, 6-4                                        |
| 1935 | Lolette Payot & Marcel Bernard                  | Sylvie Jung Henrotin & Martin Legeay            | 4-6, 6-2, 6-4                                   |
| 1936 | Billie Yorke & Marcel Bernard                   | Sylvie Jung Henrotin & Martin Legeay            | 7-5, 6-8, 6-3                                   |
| 1937 | Simone Mathieu & Yvon Petra                     | Marie Luise Horn & Roland Journu                | 7-5, 7-5                                        |
| 1938 | Simone Mathieu & Dragutin Mitic                 | Nancye Wynne Bolton & Christian Boussus         | 2-6, 6-3, 6-4                                   |
| 1939 | Sarah Palfrey & Elwood Cooke                    | Simone Mathieu & Franjo Kukuljevic              | 4-6, 6-1, 7-5                                   |
| 1940 | Ingen tävling (på grund av andra världskriget). | Ingen tävling (på grund av andra världskriget). | Ingen tävling (på grund av andra världskriget). |
| 1941 | Alice Weiwers Robert Abdesselam ††              | S. Pannetier Roger Dessoir                      |                                                 |
| 1942 | N. Lafargue †† Henri Pellizza                   | Alice Weiwers Robert Abdesselam                 | 6–0, 6–2                                        |
| 1943 | N. Lafargue †† Henri Pellizza                   |                                                 |                                                 |
| 1944 | S. Pannetier †† A. Gentien                      |                                                 |                                                 |
| 1945 | Lolette Payot A. Jacquemet ††                   |                                                 |                                                 |
| 1946 | Pauline Betz Addie & Budge Patty                | Dorothy Bundy Cheney & Tom Brown                | 7-5, 9-7                                        |
| 1947 | Sheila Summers & Eric Sturgess                  | Jadwiga Jedrzejowska & Christian Caralulis      | 6-0, 6-0                                        |
| 1948 | Patricia Canning Todd & Jaroslav Drobny         | Doris Hart & Frank Sedgman                      | 6-3, 3-6, 6-3                                   |
| 1949 | Sheila Summers & Eric Sturgess                  | Jean Quertier & Gerry Oakley                    | 6-1, 6-1                                        |
| 1950 | Barbara Scofield & Enrique Morea                | Patricia Canning Todd & Bill Talbert            | walkover                                        |
| 1951 | Doris Hart & Frank Sedgman                      | Thelma Coyne Long & Mervyn Rose                 | 7-5, 6-2                                        |
| 1952 | Doris Hart & Frank Sedgman                      | Shirley Fry & Eric Sturgess                     | 6-8, 6-3, 6-3                                   |
| 1953 | Doris Hart & Vic Seixas                         | Maureen Connolly & Mervyn Rose                  | 4-6, 6-4, 6-0                                   |
| 1954 | Maureen Connolly & Lew Hoad                     | Jacqueline Patorni & Rex Hartwig                | 6-4, 6-3                                        |
| 1955 | Darlene Hard & Gordon Forbes                    | Jennifer Staley & Luis Ayala                    | 5-7, 6-1, 6-2                                   |
| 1956 | Thelma Coyne Long & Luis Ayala                  | Doris Hart & Robert Howe                        | 4-6, 6-4, 6-1                                   |
| 1957 | Věra Pužejová Suková & Jiří Javorský            | Edda Buding & Luis Ayala                        | 6-3, 6-4                                        |
| 1958 | Shirley Bloomer & Nicola Pietrangeli            | Lorraine Coghlan Robinson & Robert Howe         | 8-6, 6-2                                        |
| 1959 | Yola Ramirez & William Knight                   | Renée Schuurman & Rod Laver                     | 6-4, 6-4                                        |
| 1960 | Maria Bueno & Robert Howe                       | Ann Haydon Jones & Roy Emerson                  | 1-6, 6-1, 6-2                                   |
| 1961 | Darlene Hard & Rod Laver                        | Věra Suková & Jiří Javorský                     | 6-0, 2-6, 6-3                                   |
| 1962 | Renée Schuurman & Robert Howe                   | Lesley Turner Bowrey & Fred Stolle              | 3-6, 6-4, 6-4                                   |
| 1963 | Margaret Smith Court & Ken Fletcher             | Lesley Turner Bowrey & Fred Stolle              | 6-1, 6-2                                        |
| 1964 | Margaret Smith Court & Ken Fletcher             | Lesley Turner Bowrey & Fred Stolle              | 6-3, 4-6, 8-6                                   |
| 1965 | Margaret Smith Court & Ken Fletcher             | Maria Bueno & John Newcombe                     | 6-4, 6-4                                        |
| 1966 | Annette Van Zyl & Frew McMillan                 | Ann Haydon Jones & Clark Graebner               | 1-6, 6-3, 6-2                                   |
| 1967 | Billie Jean King & Owen Davidson                | Ann Haydon Jones & Ion Ţiriac                   | 6-3, 6-1                                        |

### Franska öppna (tennismästerskapen)
| År   | Mästare                                  | Finalmotståndare                             | Resultat               |
| ---- | ---------------------------------------- | -------------------------------------------- | ---------------------- |
| 1968 | Françoise Durr & Jean Claude Barclay     | Billie Jean King & Owen Davidson             | 6-1, 6-4               |
| 1969 | Margaret Smith Court & Marty Riessen     | Françoise Durr & Jean Claude Barclay         | 6-3, 6-2               |
| 1970 | Billie Jean King & Bob Hewitt            | Françoise Durr & Jean Claude Barclay         | 3-6, 6-4, 6-2          |
| 1971 | Françoise Durr & Jean Claude Barclay     | Winnie Shaw & Tomas Lejus                    | 6-2, 6-4               |
| 1972 | Evonne Goolagong Cawley & Kim Warwick    | Françoise Durr & Jean Claude Barclay         | 6-2, 6-4               |
| 1973 | Françoise Durr & Jean Claude Barclay     | Betty Stöve & Patrice Dominguez              | 6-1, 6-4               |
| 1974 | Martina Navratilova & Ivan Molina        | Rosie Reyes Darmon & Marcelo Lara            | 6-3, 6-3               |
| 1975 | Fiorella Bonicelli & Thomas Koch         | Pam Teeguarden & Jaime Fillol                | 6-4, 7-6               |
| 1976 | Ilana Kloss & Kim Warwick                | Delina Boshoff & Colin Dowdeswell            | 5-7, 7-6, 6-2          |
| 1977 | Mary Carillo & John McEnroe              | Florenta Mihai & Ivan Molina                 | 7-6, 6-3               |
| 1978 | Renata Tomanova & Pavel Slozil           | Virginia Ruzici & Patrice Dominguez          | 7-6 retired            |
| 1979 | Wendy Turnbull & Bob Hewitt              | Virginia Ruzici & Ion Ţiriac                 | 6-3, 2-6, 6-3          |
| 1980 | Anne Smith & Billy Martin                | Renata Tomanova & Stanislav Birner           | 2-6, 6-4, 8-6          |
| 1981 | Andrea Jaeger & Jimmy Arias              | Betty Stöve & Fred McNair                    | 7-6, 6-4               |
| 1982 | Wendy Turnbull & John Lloyd              | Claudia Monteiro & Cassio Motta              | 6-2, 7-6               |
| 1983 | Barbara Jordan & Eliot Teltscher         | Lesley Allen & Charles Stode                 | 6-2, 6-3               |
| 1984 | Anne Smith & Dick Stockton               | Anne Minter & Laurie Warder                  | 6-2, 6-4               |
| 1985 | Martina Navratilova & Heinz Günthardt    | Paula Smith & Francisco Gonzalez             | 2-6, 6-3, 6-2          |
| 1986 | Kathy Jordan & Ken Flach                 | Rosalyn Fairbank & Mark Edmondson            | 3-6, 7-6(3), 6-3       |
| 1987 | Pam Shriver & Emilio Sánchez             | Lori McNeil & Sherwood Stewart               | 6-3, 7-6(4)            |
| 1988 | Lori McNeil & Jorge Lozano               | Brenda Schultz & Michiel Schapers            | 7-5, 6-2               |
| 1989 | Manon Bollegraf & Tom Nijssen            | Arantxa Sánchez Vicario & Horacio de la Peña | 6-3, 6-7(3), 6-2       |
| 1990 | Arantxa Sánchez Vicario & Jorge Lozano   | Nicole Provis & Danie Visser                 | 7-6(5), 7-6(8)         |
| 1991 | Helena Suková & Cyril Suk                | Caroline Vis & Paul Haarhuis                 | 3-6, 6-4, 6-1          |
| 1992 | Arantxa Sánchez Vicario & Mark Woodforde | Lori McNeil & Bryan Shelton                  | 6-2, 6-3               |
| 1993 | Eugenia Maniokova & Andrej Olhovskij     | Elna Reinach & Danie Visser                  | 6-2, 4-6, 6-4          |
| 1994 | Kristie Boogert & Menno Oosting          | Larisa Neiland & Andrej Olhovskij            | 7-5, 3-6, 7-5          |
| 1995 | Larisa Neiland & Todd Woodbridge         | Jill Hetherington & John-Laffnie de Jager    | 7-6(8), 7-6(4)         |
| 1996 | Patricia Tarabini & Javier Frana         | Nicole Arendt & Luke Jensen                  | 6-2, 6-2               |
| 1997 | Rika Hiraki & Mahesh Bhupathi            | Lisa Raymond & Patrick Galbraith             | 6-4, 6-1               |
| 1998 | Venus Williams & Justin Gimelstob        | Serena Williams & Luis Lobo                  | 6-4, 6-4               |
| 1999 | Katarina Srebotnik & Piet Norval         | Larisa Neiland & Rick Leach                  | 6-3, 3-6, 6-3          |
| 2000 | Mariaan de Swardt & David Adams          | Rennae Stubbs & Todd Woodbridge              | 6-3, 3-6, 6-3          |
| 2001 | Virginia Ruano Pascual & Tomas Carbonell | Paola Suárez & Jaime Oncins                  | 7-5, 6-3               |
| 2002 | Cara Black & Wayne Black                 | Jelena Bovina & Mark Knowles                 | 6-3, 6-3               |
| 2003 | Lisa Raymond & Mike Bryan                | Jelena Likhovtseva & Mahesh Bhupathi         | 6-3, 6-4               |
| 2004 | Tatiana Golovin & Richard Gasquet        | Cara Black & Wayne Black                     | 6-3, 6-4               |
| 2005 | Daniela Hantuchová & Fabrice Santoro     | Martina Navratilova & Leander Paes           | 3-6, 6-3, 6-2          |
| 2006 | Katarina Srebotnik & Nenad Zimonjić      | Jelena Likhovtseva & Daniel Nestor           | 6-3, 6-4               |
| 2007 | Nathalie Dechy & Andy Ram                | Katarina Srebotnik & Nenad Zimonjić          | 7-5, 6-3               |
| 2008 | Victoria Azarenka & Bob Bryan            | Katarina Srebotnik & Nenad Zimonjic          | 6–2, 7–6(4)            |
| 2009 | Liezel Huber & Bob Bryan                 | Vania King & Marcelo Melo                    | 5-7, 7-6, 10-7         |
| 2010 | Katarina Srebotnik & Nenad Zimonjić      | Yaroslava Shvedova & Julian Knowle           | 4–6 7–6 11–9           |
| 2011 | Casey Dellacqua & Scott Lipsky           | Katarina Srebotnik & Nenad Zimonjić          | 7-66, 4-6, [10-7]      |
| 2012 | Sania Mirza & Mahesh Bhupathi            | Klaudia Jans-Ignacik & Santiago González     | 7–63, 6-1              |
| 2013 | Lucie Hradecká & František Čermák        | Kristina Mladenovic & Daniel Nestor          | 1–6, 6–4, [10–6]       |
| 2014 | Anna-Lena Grönefeld & Jean-Julien Rojer  | Julia Görges & Nenad Zimonjić                | 4–6, 6–2, [10–7]       |
| 2015 | Bethanie Mattek-Sands & Mike Bryan       | Lucie Hradecká & Marcin Matkowski            | 7–6(7–3), 6–1          |
| 2016 | Martina Hingis & Leander Paes            | Sania Mirza & Ivan Dodig                     | 4–6, 6–4, [10–8]       |
| 2017 | Gabriela Dabrowski & Rohan Bopanna       | Anna-Lena Grönefeld & Robert Farah           | 2–6, 6–2, [12–10]      |
| 2018 | Latisha Chan & Ivan Dodig                | Gabriela Dabrowski & Mate Pavić              | 6–1, 6–7 (5–7), [10–8] |
| 2019 | Latisha Chan & Ivan Dodig                | Gabriela Dabrowski & Mate Pavić              | 6–1, 7–6 (7–5)         |
| 2020 | Ingen tävling                            |                                              |                        |
| 2021 | Desirae Krawczyk & Joe Salisbury         | Jelena Vesnina & Aslan Karatsev              | 2–6, 6–4, [10–5]       |
| 2022 | Ena Shibahara & Wesley Koolhof           | Ulrikke Eikeri & Joran Vliegen               | 7–6 (7–5), 6–2         |
| 2023 | Miyu Kato & Tim Pütz                     | Bianca Andreescu & Michael Venus             | 4–6, 6–4, [10–6]       |
| 2024 | Laura Siegemund & Édouard Roger-Vasselin | Desirae Krawczyk & Neal Skupski              | 6–4, 7–5               |
| 2025 | Sara Errani & Andrea Vavassori           | Taylor Townsend & Evan King                  | 6–4, 6–2               |